# Uditore (titolo)
Il titolo di uditore è o è stato attribuito a funzionari pubblici ed ecclesiastici aventi, per lo più, compiti giurisdizionali o connessi con l'amministrazione della giustizia. L'ufficio al quale è preposto l'uditore è detto uditorato.
In Italia, fino al 2007, era detto uditore giudiziario il magistrato che, avendo superato il relativo concorso, è inquadrato nella qualifica iniziale e svolge un periodo di tirocinio, ora denominato magistrato ordinario in tirocinio (MOT). Similmente in Francia il titolo di auditeur de justice è attribuito agli allievi della Scuola nazionale della magistratura, alla quale è affidata la formazione dei futuri magistrati; anch'essi svolgono un periodo di tirocinio presso gli uffici giudiziari. L'auditeur de justice esiste anche in altri paesi francofoni (ad esempio, Camerun e Senegal).
Nel diritto canonico è detto uditore (o giudice istruttore o istruttore degli atti, in latino actorum instructor) il chierico o eventualmente il laico designato dal presidente di un tribunale ecclesiastico per istruire la causa, raccogliendo le prove e trasmettendole al giudice per la decisione. Può essere scelto tra i componenti del tribunale o all'esterno, tra soggetti approvati dal vescovo diocesano. Il titolo di uditore è o è stato utilizzato nella Chiesa cattolica anche per altre figure investite di funzioni giurisdizionali, come gli uditori di Rota, prelati che compongono il Tribunale della Rota Romana, o in passato l'Uditore generale della Camera apostolica, mentre nelle nunziature apostoliche l'uditore di nunziatura è un agente diplomatico, collaboratore del nunzio, di rango intermedio tra il segretario e il consigliere di nunziatura.
In certi ordinamenti gli uditori svolgono funzioni di pubblico ministero e di giudice istruttore nella giustizia militare: è il caso del Lussemburgo, della Repubblica Democratica del Congo e, fino al 2003, del Belgio (nel 2003 l'ordinamento belga ha soppresso la giurisdizione militare in tempo di pace e, per il tempo di guerra, ha separato le funzioni di pubblico ministero, rimaste all'uditore militare, da quelle del giudice istruttore). In alcuni di questi ordinamenti (come il Belgio e il Congo) è prevista anche la figura dell'uditore generale, al quale fanno capo gli uditori. In Svizzera gli uditori sono ufficiali che svolgono le funzioni di pubblico ministero innanzi ai tribunali militari, mentre l'Uditore in capo (Oberauditor in tedesco, Auditeur en chef in francese) è preposto all'ufficio del Dipartimento federale della difesa responsabile, a livello amministrativo e organizzativo, del corretto funzionamento della giustizia militare. Figure analoghe esistevano anche negli antichi stati italiani: nel Ducato di Savoia l'Uditore generale di guerra, istituito nel 1582 da Emanuele Filiberto, era preposto all'amministrazione della giustizia militare; da lui dipendevano gli uditori di guerra divisionari e di reggimento. Un ruolo simile aveva l'Uditore generale dell'esercito nel Regno di Napoli, che dipendeva dal Gran Conestabile.
In passato era detto uditore anche il dignitario incaricato dal sovrano di parlare e trattare con gli ambasciatori per poi riferirgli sul contenuto dei colloqui.
Va infine notato che, pur avendo la stessa etimologia di uditore, il termine inglese auditor ha assunto il diverso significato di persona incaricata di un audit, ossia della valutazione di un'organizzazione, sistema, processo, progetto o prodotto. Di conseguenza, il termine, ormai utilizzato anche in italiano, non viene tradotto con uditore ed è lasciato nella sua forma originale.